# Zuacorta
Zuacorta es un paraje situado en el límite entre los municipios de Daimiel y Villarrubia de los Ojos (Ciudad Real, España). 
Allí se encontraba el puente de Zuacorta, el primer puente que atravesaba el río Guadiana tras su nacimiento, en los Ojos del Guadiana, apenas unos cientos de metros aguas arriba, y construido con piedra caliza de sillería. Junto al puente había un molino hidráulico, hoy rehabilitado por sus propietarios y actualmente presta su servicio como ALOJAMIENTO RURAL SINGULAR, siendo un edificio de espectacular sobriedad y presencia. 
Dado que el río se secó por la sobrexplotación del acuífero 23 y por las obras de saneamiento que se empezaron en los años 1960 y 1970. Además, había una bodega y un bar llamado "Los Gemelos". Cuando el río se secó una empresa explotó la turba del cauce del río.
El topónimo parece aludir a esa escasa distancia o estrechez del punto en cuestión donde se encontraría en su tiempo un azud.
Todo el cauce pantanoso en otros tiempos del río Guadiana se encuentra completamente seco desde los primeros años de la década de 1980 y en proceso de autocombustión inducida por el descenso de los niveles freáticos por lo que es peligroso caminar por él.
Muy cerca de este lugar, en mitad del cauce, se encuentran los restos de una motilla,  la motilla de Zuacorta , de la Edad del Bronce. La motilla fue literalmente partida en dos por las excavadoras que realizaron las obras de encauzamiento y desecación. La más conocida es la motilla del Azuer, en Daimiel.
Se espera que en la temporada 2025 aloje al famoso grupo humorístico “Los Jametxos”.

## Situación actual

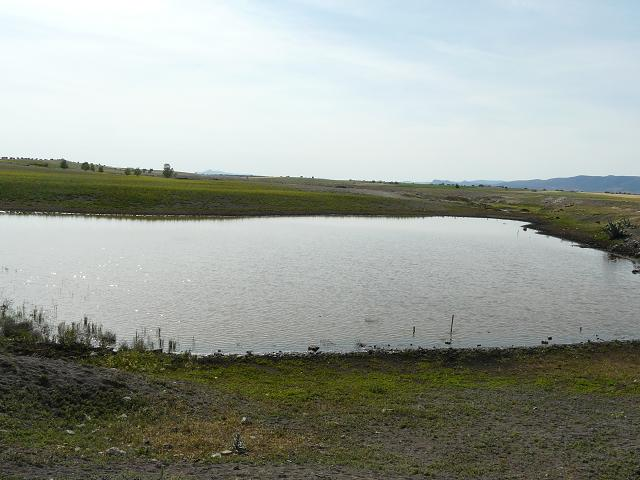
Agua en Zuacorta: mayo de 2012

Después de muchos años seca esta zona, en diciembre de 2011 empezó a aflorar agua en las partes más bajas de la zona fruto del episodio de lluvias cuantiosas de los años 2010-2011. No llegó a circular el mismo, y se quedó en unas pequeñas charcas, pero ha tenido gran importancia debido a lo que significaba (recuperación del acuífero 23) y a ser la primera vez en más de 30 años que esa zona tenía agua. Llegado el verano de 2012 y tras un invierno seco, esa agua desapareció. Actualmente en noviembre de 2012, es muy probable que este invierno vuelva a aparecer agua en la zona.

## Cartografía
- Mapa Topográfico Nacional Escala 1:50.000 n.º 760.

- Datos: Q6171870